# Bauhaus
För andra betydelser, se Bauhaus (olika betydelser).

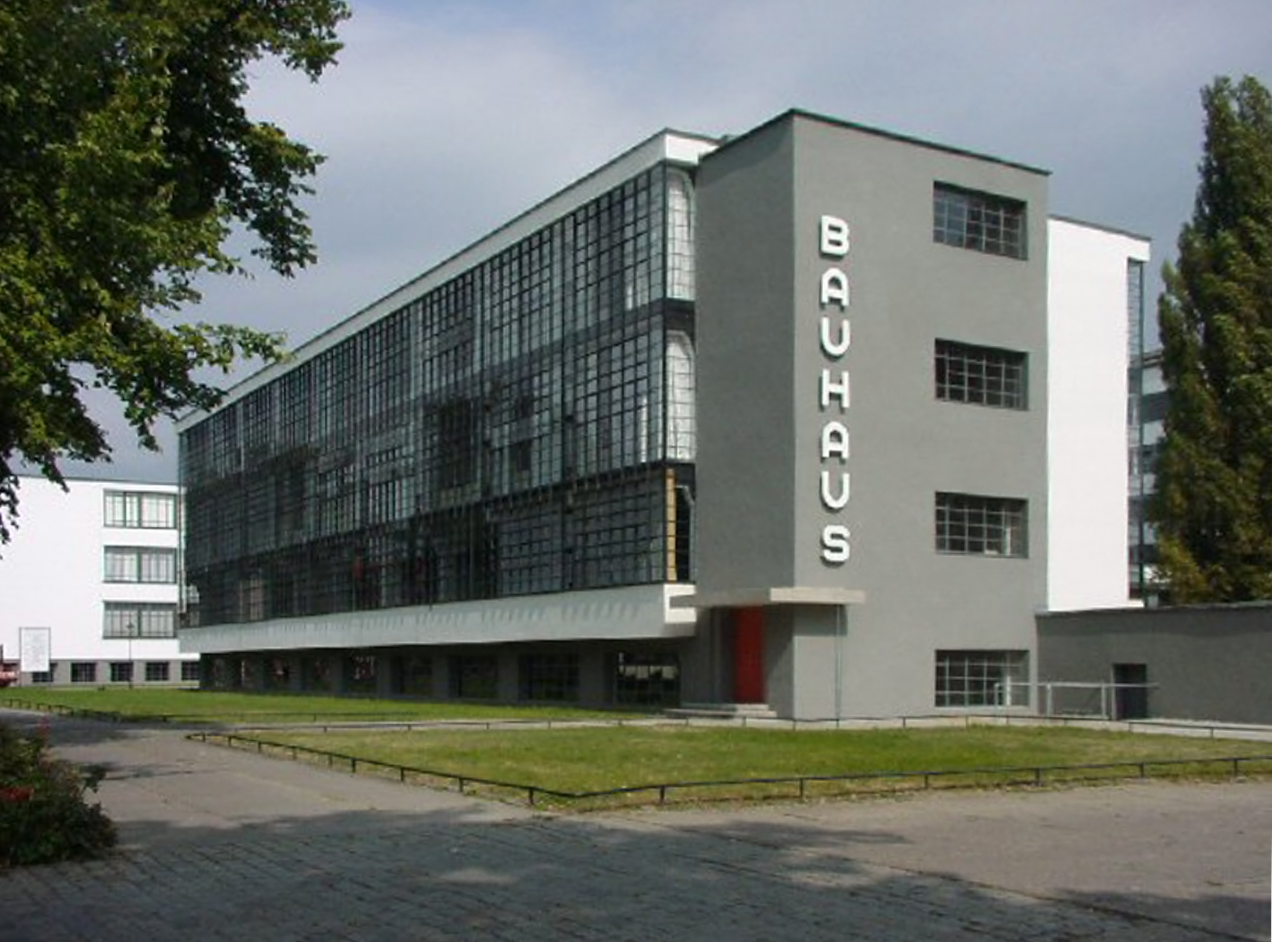
Bauhaus i Dessau.

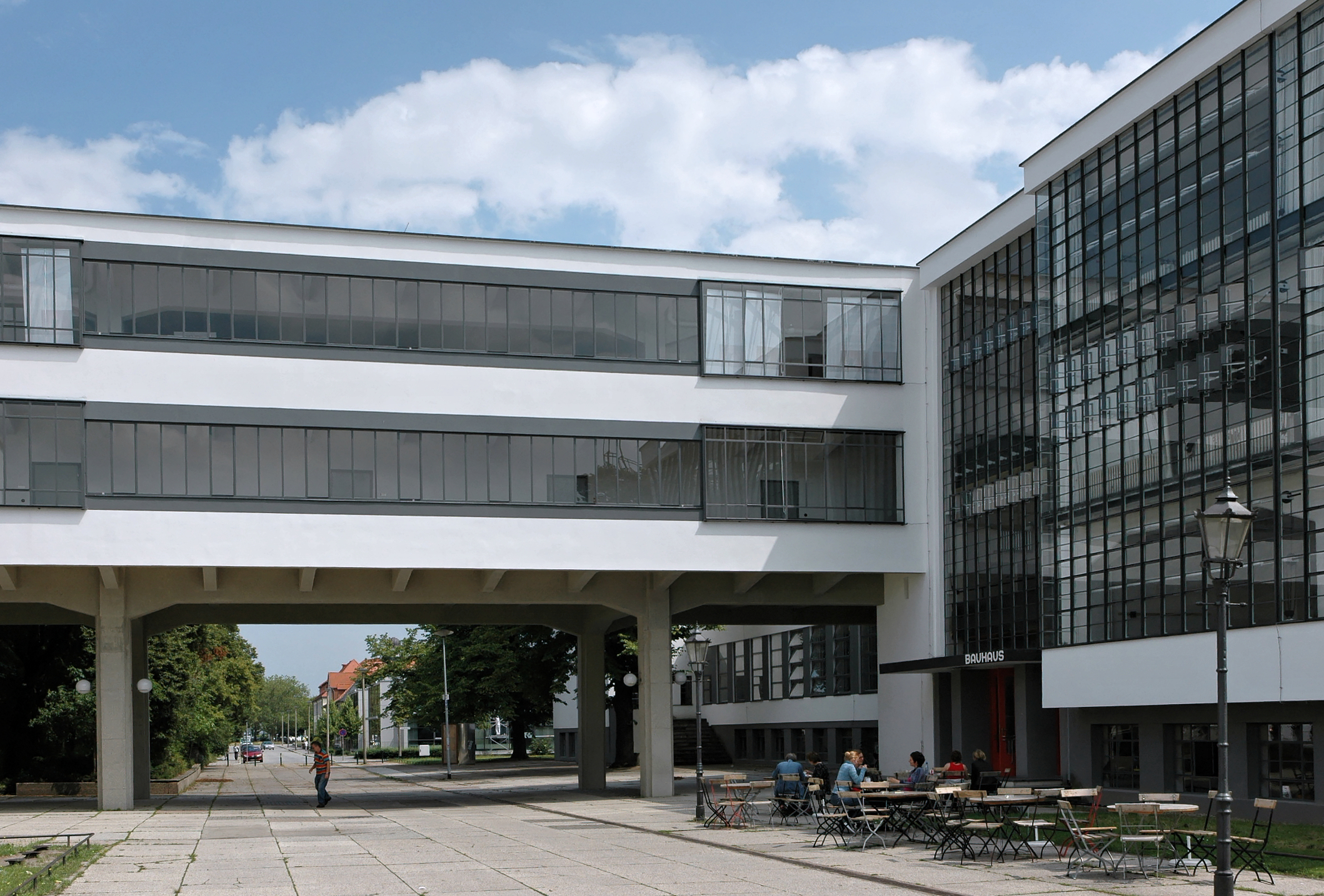
Bauhaus i Dessau.

Bauhaus var en skola för konsthantverk, formgivning och arkitektur i Tyskland 1919–1933. Bauhaus har haft stort inflytande på modern konst och arkitektur samt kan ses som en föregångare till funktionalismen. Skolans huvudsakliga inriktning var arkitekturutbildning, men den hade även avdelningar för utbildning inom konst.
Bauhaus grundades av Walter Gropius i Weimar år 1919. Skolan flyttades 1925 till Dessau och 1932 skedde en ny flytt till Berlin, innan nazisterna tvingade den att stänga. Walter Gropius var skolans rektor 1919–1928; därefter var Adolf Meyer, Hannes Meyer och Ludwig Mies van der Rohe rektorer. Lärarna var dåtidens framstående konstnärer och arkitekter: Vasilij Kandinskij, László Moholy-Nagy, Paul Klee, Johannes Itten, Lyonel Feininger, Marcel Breuer, Oskar Schlemmer, Josef Albers, Herbert Bayer och Gunta Stölzl.

## Historik

### Bakgrund
Bauhaus grundläggande idéer var att sammanfoga konst, skulptur, arkitektur och design samt att därmed också minska klyftorna mellan finkultur och de lägre ansedda konsthantverkskunskaperna. Bauhaus har haft stort inflytande på modern konst och arkitektur samt kan ses som en föregångare till funktionalismen. Skolans huvudsakliga inriktning var arkitekturutbildning, men den hade även avdelningar för utbildning inom konst. Den grafiska designen och typografin som skapades på Bauhaus påverkade starkt utvecklingen av modern grafisk formgivning. Man kan säga att hela den schweiziska typografin bygger på influenser från Bauhaus.

### Nyckelfigurer
Walter Gropius föddes i Berlin år 1883. Vid tjugo års ålder började han studera arkitektur vid tekniska universitetet i Berlin och Münchens tekniska universitet. Walter deltog senare i första världskriget som löjtnant. År 1918 blev han utnämnd som rektor för Sachsens konst- och hantverksskola, Großherzoglich-Sächsische Hochschule für Bildende Kunst, i Weimar och gav det namnet ”Staatliches Bauhaus Weimar”.
År 1923 blev Gropius tillfrågad om att hålla en utställning som skulle visa skolans framsteg, resultatet blev Bauhausveckorna. Dessa veckor ledde till en förnyelse av Bauhausidén som slutade i att Gropius förkunnade ”konst och teknologi – en ny enhet”. 
När sedan Bauhaus i Weimar upplöstes år 1925 flyttade Gropius till Dessau. Två år senare sa Gropius upp sitt rektorskap och förde det vidare till Hannes Meyer. Gropius själv startade en arkitekturfirma i Berlin.
År 1919 blev Johannes Itten erbjuden en lärartjänst av Walter Gropius på Bauhausskolan, och många av de studenter från Wien som han tidigare undervisat följde med. Under hans tid på Bauhaus utvecklade han en förberedande kurs som innehöll grundläggande studier i ämnena färg, form och materialkännedom. Kursen som senare blev obligatorisk för dem som studerade det första året på skolan.
Johannes Itten inspirerades av Adolf Hölzels färgcirkel och skapade sedan en egen bestående av tolv färger som han använde i begreppet ”Ittens färglära”.
Under de första åren i Bauhaus historia spelade typografin ingen central roll i undervisningen. Detta ändrades i och med tillträdandet av László Moholy-Nagy 1923. Moholy-Nagy introducerade ”den nya typografin” på Bauhaus. Han ansåg att typografin var det huvudsakliga mediet för kommunikation och brydde sig mycket om att ”klarheten är meddelandet i sin mest bestämda form.” Moholy-Nagys inflytande märks tydligt redan samma år som han blev tillsatt, på reklamkampanjen för den stora Bauhausutställningen sommaren 1923.

### Orter

#### Weimar

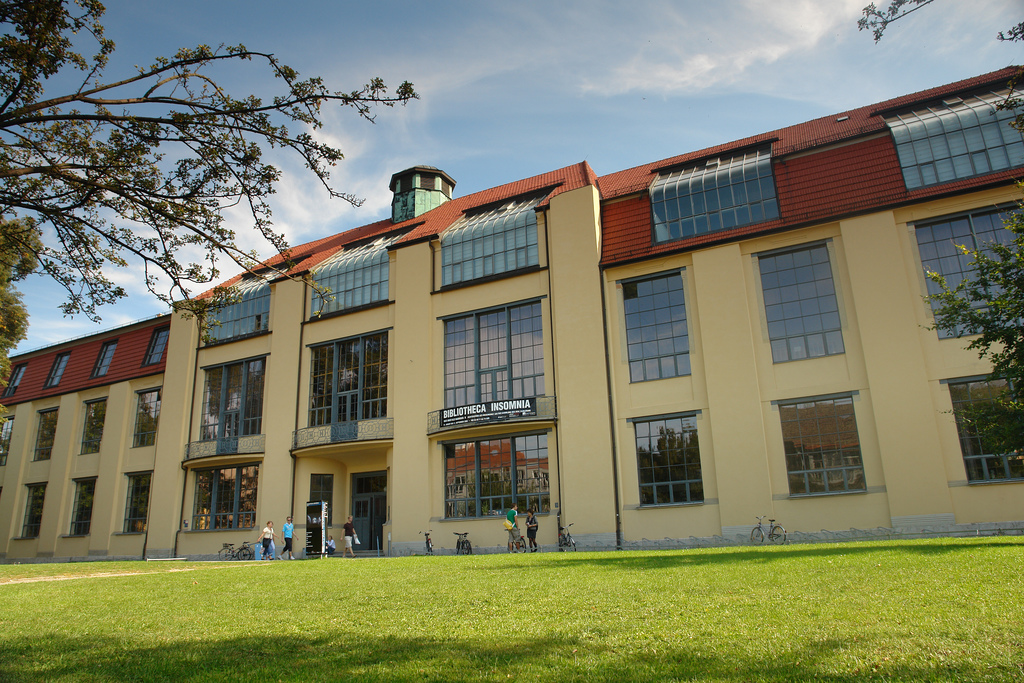
Bauhaus-Universität Weimar av arkitekten Henry van de Velde.

År 1919 var början på en ny tids syn på arkitektur och konst. De två konstskolorna i Weimar slogs samman och Staatliches Bauhaus (tyska för ungefär "Statliga bygghuset") bildades med Walter Gropius som rektor. Namnet kommer från Gropius vision om att ha hantverksverkstäder som tillsammans skapade en helhet, namnet hade tidigt använts för hantverksverkstäder under medeltiden. Gropius hade tagit över Weimar Kunstgewerbeschule, som grundats 1906 av Henry van de Velde, och stöpte om den i en ny anti-akademisk form. Skolan finansierades av den tyska delstaten Land Thüringen. En första utställning ägde rum 1923. 
Efter det var typografin på Bauhaus tydligt kopplad till företagsidentitet och en tydlig image för skolan. Typografin på Bauhaus fick en tydlig stil med ett obesmyckat tryck som framhävde sidor med hjälp av färgläggning av specifika symboler och typografiska element. Information förmedlades genom en kombination av text och bild, vilket gavs namnet ”typofoto”. Även ekonomiska aspekter bidrog till utvecklandet av typografin på Bauhaus. Effekterna av dessa var bland annat användandet av normaliserade format, förenklad stavning och inte minst avskaffandet av versaler. 
Utöver Lázsló Moholy-Nagy fanns det även andra personer som påverkade utvecklingen av typografin på Bauhaus. Mest framstående av dessa var Joost Schmidt och Herbert Bayer. Vid skolans flytt till Dessau tog Bayer över den nystartade avdelningen för tryck och reklam och utvecklade den snabbt till en professionell studio för grafisk design. Han jobbade där hårt med att utveckla en avantgardisk typsättning vilket kan ses på hans trycksaker som också visar en tydlig tanke på de psykologiska aspekterna i marknadsföring. Efter Bayers avsked från Bauhaus 1928 fortsatte han sitt arbete utanför skolan i både Tyskland och USA och blev en av 1900-talets mest inflytelserika grafiska designers.
Joost Schmidt tog över efter Bayer på Bauhaus och införde en systematisk kurs för grafisk formgivning och reklamgrafik. Han var också den som skapade affischen till utställningen i Weimar 1923.

#### Dessau

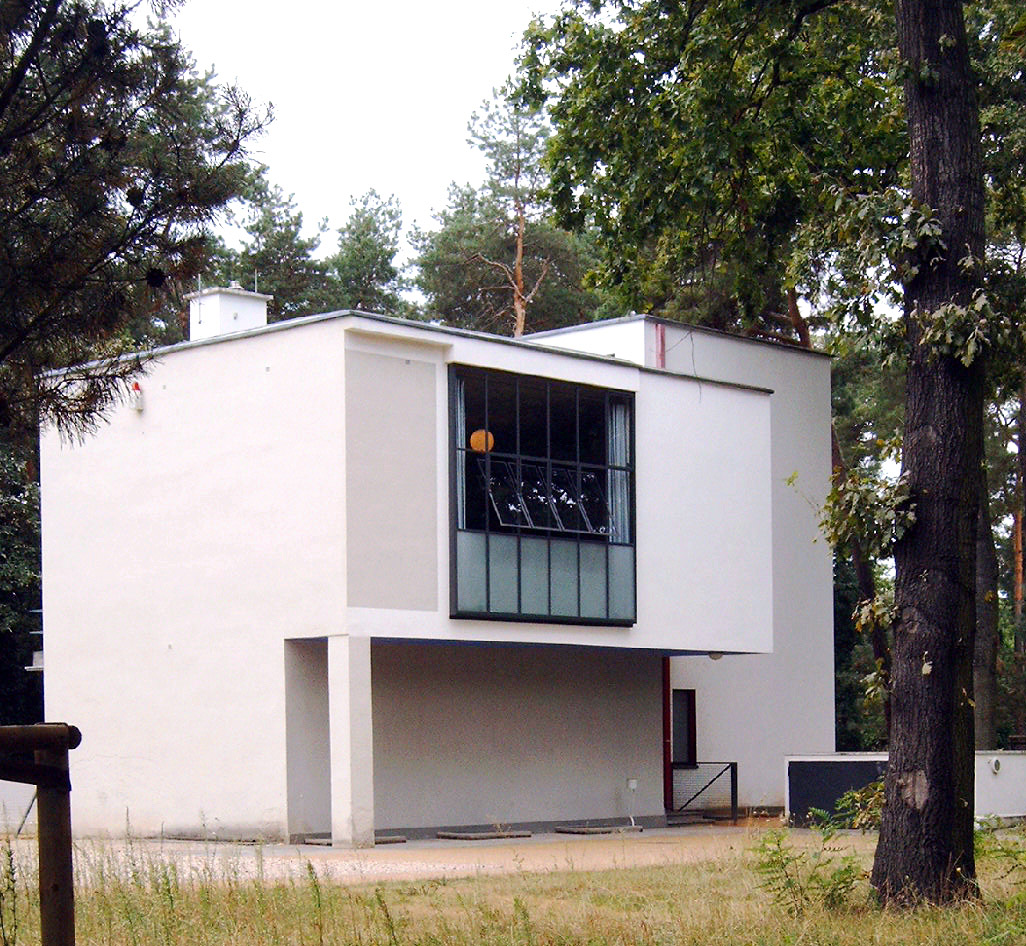
Ett Meisterhaus i Dessau.

Bauhaus utbildningsprogram.

Kritik av skolans modernistiska åsikter, gjorde att Bauhaus av politiska skäl och på grund av minskade bidrag, valde att flytta från det konservativa Weimar till det socialdemokratiska Dessau 1925. Dessaus vänsterliberala borgmästare Fritz Hesse engagerade sig för en etablering av Bauhaus. Bauhaus kom här att bygga sina klassiska byggnader. I anslutning till skolan byggdes även bostäder för de anställda lärarna, de så kallade Meisterhäuser. I södra Dessau skapades ett bostadsområde i Törten av Gropius åren 1926–1928. Området bestod av 314 radhus och byggdes för arbetare i staden.  Andra byggnader i Dessau är Kornhaus, Konsumgebäude och Laubenganghaus. Efterhand kom även i Dessau kritik mot Bauhaus, främst på grund av att staden finansierade moderna byggnader samtidigt som det rådde stor bostadsbrist för arbetare i staden. 
På grund av den ständiga kampen för Bauhaus överlevnad lämnade till sist Gropius ledarrollen 1928 och Hannes Meyer tog över. Trots Meyers framgångar med att marknadsföra Bauhaus, gjorde hans marxistiska idéer att han, redan 1929, tvingades avgå som rektor. Istället tog Mies van der Rohe över och på skolan lades fortfarande störst fokus på arkitektur.

Nazisterna starka påverkan i Tyskland lämnade inte heller Bauhaus oberörda, utan 1932 tvingades verksamheten flytta till Berlin sedan nazisterna tagit makten i Dessau. Ett år senare stängdes skolan för gott. Många av Bauhaus lärare (och elever) flydde då till USA och andra länder. På så sätt kom Bauhaus idéer att spridas över världen.

Bauhaus märke, formgivet av Oskar Schlemmer.

## Ideologi och pedagogik
Undervisningen på Bauhaus byggde på en specifik ideologi. En sammanfattning av de grundläggande idéerna finns i Bauhaus Manifest som skrevs av Walter Gropius. Konst och teknologi skulle smälta in i den ideala formgivningen. Gropius idé var att ”genom enheten mellan konstnärlig och hantverksmässig utbildning hitta tillbaks till ett enhetligt estetiskt kulturuttryck...” Undervisningen skulle omfatta många sammanhängande områden – från arkitektur till typografi. Den ideala byggnaden uppfattades som huvudsyftet. I Manifestet står uttryckligen att ”det ultimata målet för allt kreativt arbete är en byggnad. (…) Arkitekter, målare och skulptörer måste åter igen förstå den sammansatta karaktären hos en byggnad, både som en enhet och som dess olika delar. (…) Skolor måste återvända till workshops. (…)Arkitekter, målare och skulptörer, vi måste alla återvända till hantverket! (…) Låt oss eftersträva, förstå och skapa framtidens byggnad tillsammans.”
Man satsade mycket på socialt medvetande och ansåg att konstnären eller formgivaren måste känna ansvar för samhällets vidare utveckling. Samhället borde samtidigt stödja konstnären i hans strävande. Den huvudsakliga undervisningsmetoden var olika verkstäder: snickeri- och inredningsverkstaden, skulptur-, metall- och keramikverkstäder, verkstaden för muralmåleri, väveriverkstaden, konsttryckeriet i Weimar, reklamverkstaden, fotografi, teatern, ”Hausbau” (själva arkitekturen).

## Betydelse

### Inflytande på modern typografi och grafisk design
Bauhaus införde funktionalism i typografin och det uppstod en så kallad Bauhausstil av typografi och grafisk design. Typiskt för stilen var att den byggde på enkelhet, saknade serifer (sans-serif) och hade fokus på överföring av information. Bauhaus var början på den så kallade nya typografin genom att den definierade dess grundläggande principer: funktionella krav är det viktigaste; målet är alltid att kommunicera och kommunikation måste ske på det kortaste, enklaste och mest genomträngande sättet; det måste finnas en klar innehållsmässig hierarki såväl som en tydlig grafisk utformning.
En av de mest betydelsefulla personligheterna inom den nya typografin var Jan Tschichold som blev starkt påverkad av Bauhausstilen efter att ha besökt utställningen i Weimar 1923. Han inspirerades mycket av Bauhaus läraren László Moholy-Nagy. Fram till 1933 designade Tschichold ett flertal verk i Bauhausstilen för att senare vara med att skapa den schweiziska typografin. En annan inflytelserik designer var Max Bill, Bauhauselev i Dessau åren 1927–1929. I enlighet med de grundläggande idéerna för Bauhaus ansåg Bill att funktionen i sig var det viktigaste i konstnärligt skapande. Max Bill anses vara en av de ledande konstnärerna inom den nonfigurativa konsten samt den grafiska formgivningen i Schweiz och blev senare rektor och en av grundarna av Hochschule für Gestaltung i Ulm.

### Arvet efter Bauhaus

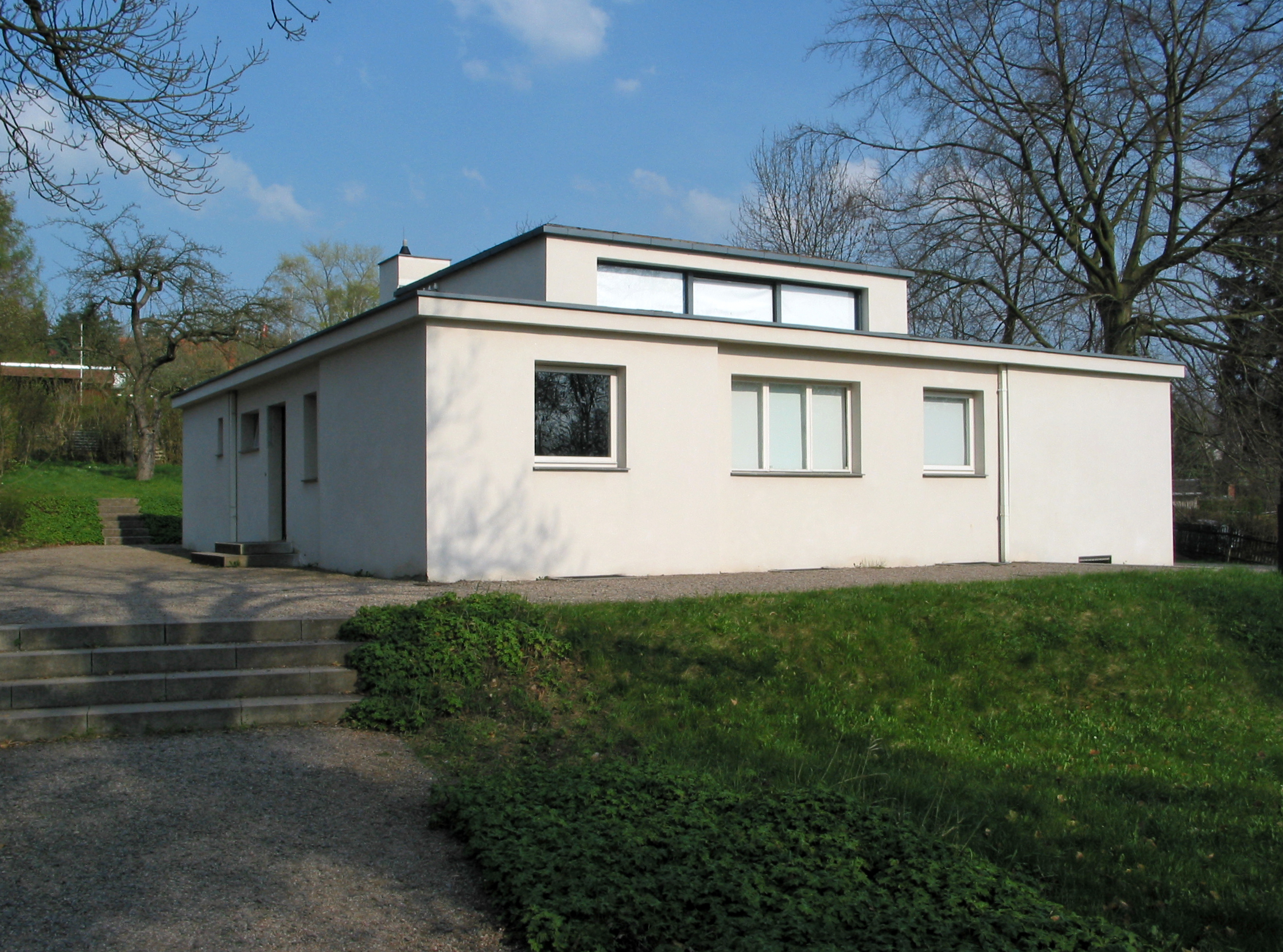
Haus am Horn i Weimar.

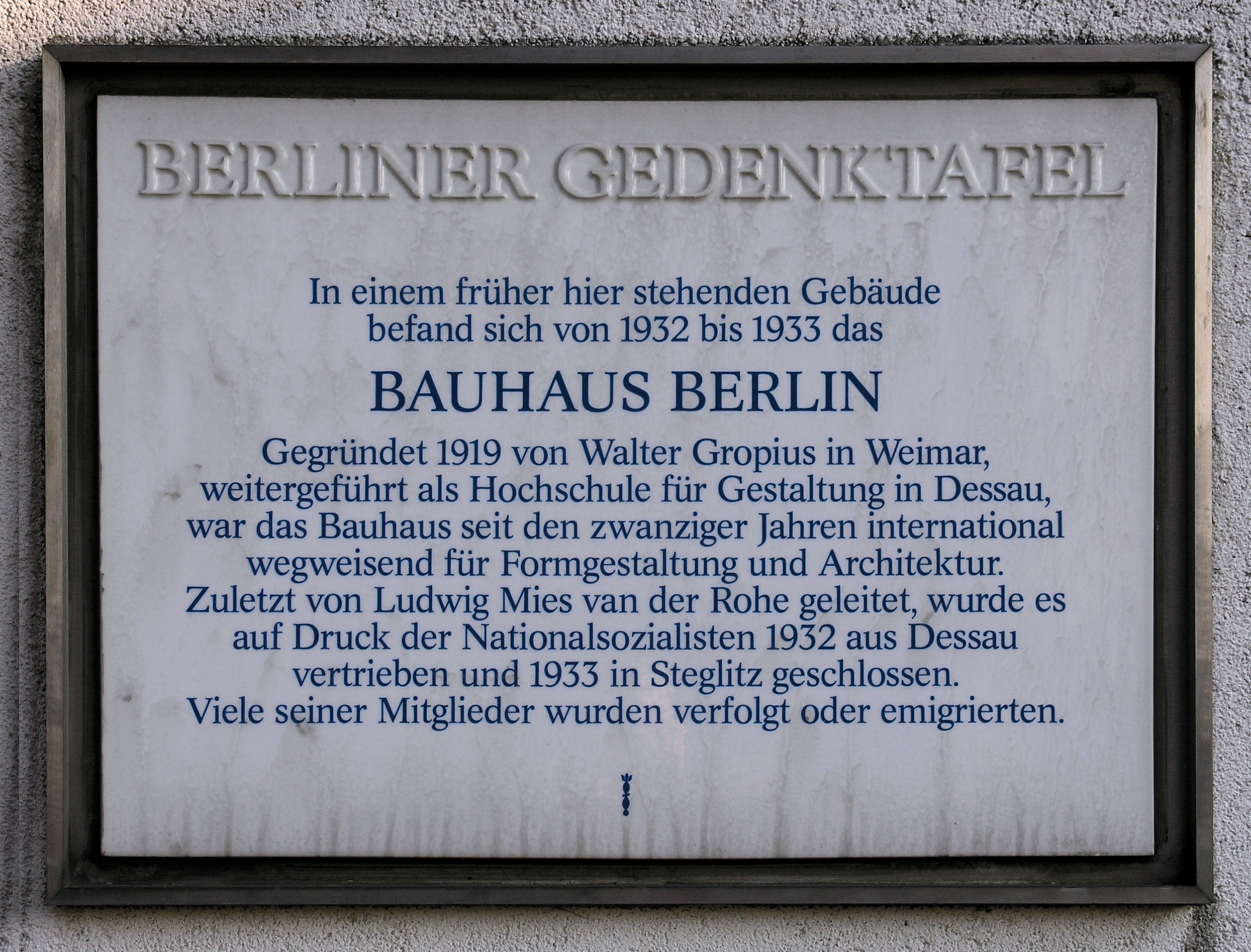
Minnestavla vid Birkbuschstrasse 49 i Berlin-Lankwitz.

I Berlin skapades under 1960-talet den modernistiska förorten Gropiusstadt som en hyllning till Gropius och Bauhaus. Gropius deltog själv i byggstartsceremonin 1962. Walter Gropius var även med och skapade ett bostadshus i Hansaviertel i samband med Interbau 1957. De byggnader som Bauhaus skapade är alla med på Unescos världsarvslista sedan 1996. Husen är bland annat Haus am Horn i Weimar och de så kallade Meisterhäuser och huvudbyggnaderna i Dessau. Dessa huvudbyggnader skadades under andra världskriget och var i dåligt skick fram till 1970-talet då de reparerades av den östtyska staten med början 1976. Under 2000-talet följde en omfattande restaurering.
I Berlin finns sedan slutet av 1970-talet Bauhaus-Archiv utformat av Walter Gropius och med ritningar och verk skapade av Bauhaus.